# Фішман Давид Абрамович
Давід Абрамович Фішман (21 лютого 1917 — 3 січня 1991) — радянський фізик-ядерник, доктор технічних наук, професор. Герой Соціалістичної Праці (1962), лауреат Державної премії СРСР, Ленінської та двох Сталінських премій, заслужений діяч науки й техніки РРФСР (1986)

## Біографія
Народився у місті Тетіїв у сім'ї залізничного службовця.
Працював слюсарем-інструментальником у збройно-механічних майстернях ДПУ у Києві. 1934 року вступив на 3-й курс Харківського індустріального робітфаку. Після закінчення робітфаку вступив до Київського індустріального інституту. У 1938 році перейшов до Ленінградського політехнічного інституту. У січні 1941 року на відмінно закінчив інститут за спеціальністю «інженер-механік». Після випуску направлений на Кіровський завод до Ленінграда як інженер-конструктор.
На початку німецько-радянської війни дизельне виробництво Кіровського заводу евакуювали до Свердловська. Там Фішмана призначили на посаду керівника конструкторської групи на заводі № 76. У 1945 році став заступником начальника групи на заводі № 100 у Челябінську.
Після закінчення війни повернувся до Ленінграда. Із серпня 1948 року — в КБ-11 при Лабораторії № 2 АН СРСР в Арзамасі-16. Послідовно обіймав посади старшого інженера-конструктора, керівника групи, начальника відділу, заступника начальника сектора, начальника сектора, першого заступника головного конструктора ВНДІЕФ. Брав участь у випробуваннях першої радянської атомної бомби у 1949 році .
У 1955 році зі складу КБ-11 виділилося нове КБ — НДІ-1011 у місті Челябінськ-40 (нині Снєжинськ), де Давид Абрамович спочатку очолював конструкторський відділ, а з 1959 року був першим заступником головного конструктора. Один із керівників розробки радянської нейтронної бомби.
1958 року захистив кандидатську дисертацію, 1963 року — докторську. Професор із 1978 року .
Указом Президії Верховної Ради СРСР від 7 березня 1962 року за великі заслуги у розвитку радянської науки Фішману Давиду Абрамовичу було присвоєно звання Героя Соціалістичної Праці.
Довгий час був головою Міжвідомчої комісії з надійності Міністерства середнього машинобудування та Міністерства оборони СРСР, входив до науково-технічної ради Міністерства середнього машинобудування СРСР.
Помер 3 січня 1991 року. Похований у Сарові.

## Нагороди та звання
- Два ордени Леніна (1956, 1962)
- Орден Жовтневої Революції (1971)
- Два ордени Трудового Червоного Прапора (1951, 1954)
- Ленінська премія (1959)
- Державна премія СРСР (1976)
- Дві Сталінські премії (1951, 1953)
- Заслужений діяч науки й техніки РРФСР (1986)
- Почесний громадянин Сарова (1982)[3].